# Bieriegowoj (obwód amurski)
Bieriegowoj (ros. Береговой) – osiedle w Rosji, w obwodzie amurskim, w rejonie ziejskim. W 2010 liczyło 1700 mieszkańców.